# Northern Spy
Pour les articles homonymes, voir Spy.

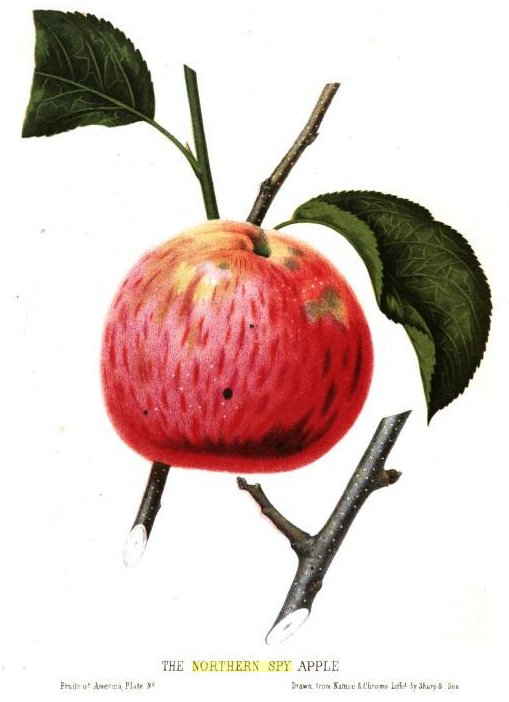
Illustration dans The Fruits of America, 1852.

Northern Spy est un cultivar de pommier (Malus pumila ‘Northern Spy’, parfois appelé aussi "Northern Spie" ou "Northern Pie Apple") qui fut découvert vers 1800 à East Bloomfield, au sud de Rochester (New York). 

## Description du fruit

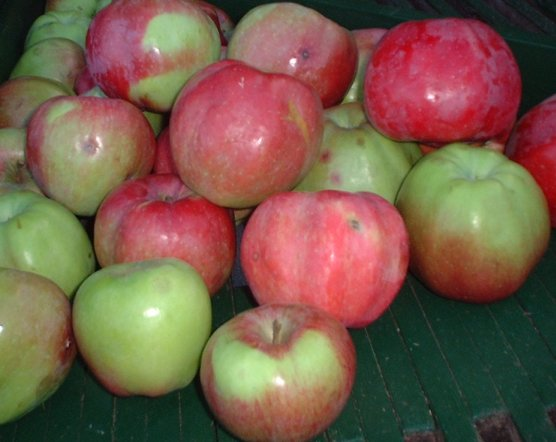
Pommes Northern Spy.

Sa peau rayée de vert et de rouge marque facilement, ce qui la rend difficilement transportable.
Sa chair blanche est juteuse, croquante, parfumée, sucrée et légèrement acidulée.
Le fruit est mature vers la mi-octobre et se conserve très bien en raison de sa faible teneur en sucre.
C'est une pomme utilisable aussi bien en pomme à couteau qu'en pomme à cidre.

## Culture
Le pommier Northern Spy est un arbre vigoureux au port érigé (Type I). Il est connu pour mettre au moins 10 ans avant de mettre à fruit à moins d'être greffé sur un porte-greffe nain (3 à 4 ans).
Il est désormais peu utilisé en raison de sa faible résistance aux maladies (taches amères, feu bactérien) mais a été utilisé pour créer un des porte-greffes de la série Malling pour sa résistance au puceron lanigère.
Le cultivar Wagener pourrait être un de ses parents.